# Anthon Olsen
Ole Anthon Olsen (Kopenhagen, 14 september 1889 – Gentofte, 17 maart 1972) was een Deens voetballer, die speelde als aanvaller voor onder meer Boldklubben 1893. Hij overleed op 82-jarige leeftijd.

## Interlandcarrière
Olsen speelde in totaal zestien interlands voor de Deense nationale ploeg, waarmee hij in 1912 deelnam aan de Olympische Spelen in Stockholm. Daar won de selectie de zilveren medaille, net als vier jaar eerder in Londen. In de finale, gespeeld op 4 juli 1912 in het Olympisch Stadion, was Groot-Brittannië met 4-2 te sterk. Olsen was bij dat toernooi met zeven doelpunten in drie duels topscorer van de Denen.